# Louis-Marie Pidou de Saint-Olon
Louis-Marie Pidou de Saint-Olon CR (* 8. September  1637 in Paris; † 20. November 1717 in Isfahan) war ein französischer Missionar und Bischof.

## Leben
Louis-Marie Pidou de Saint-Olon war ein Bruder des französischen Diplomaten François Pidou de Saint-Olon. Er trat im Kloster S. Silvestro di Monte Cavallo in Rom in den Theatinerorden ein und legte am 8. Dezember 1657 die Ordensprofess ab. Dort lernte er von seinem dort lebenden Mitbruder Clemente Galano (1610–1666) die armenische Sprache.
1663 mit Galano als apostolischer Missionar nach Polen gesandt, reiste er über München, wo sie den Winter verbrachten, nach Lemberg und übernahm nach dem Tod Galanos 1666 die Mission alleine (später unterstützt von nachgesandten Mitbrüdern), in deren Verlauf sich der armenische Erzbischof Nikol Torosowicz (1604–1681) dem römischen Papat unterstellte. Es wurde auch 1664 ein armenisches Kolleg in Lemberg gegründet, dem er zehn Jahre lang als Rektor vorstand. Weitere Missionen führten ihn nach Russland, Konstantinopel, Armenien und Persien. In dieser Zeit lernte er neben der armenischen Sprache auch Arabisch und Türkisch.
Von Bischof François Piquet, dem Bischof der Diözese Babylon-Bagdad, der Kongregation Propaganda Fide als Koadjutor vorgeschlagen, wurde er am 24. November 1687 (gegen seinen eigenen Widerstand) von Papst Innozenz XI. zum lateinischen Bischof von Bagdad und Apostolischen Administrator von Isfahan ernannt. Die Bischofsweihe erhielt er am 9. Mai 1694 in der Jesuitenkirche in Dschulfa (Isfahan) von Bischof Paul Baptiste Avanian OP. Weiheassistent war der 1693 zu Pidous Entlastung von der Verwaltung der Diözese Isfahan ernannte Bischofelekt Elie Mouton OCD, den er 1696 selbst zum Bischof weihte. Mehrere Jahrzehnte versah Pidou auch den Dienst des französischen Konsuls in Persien. Als Bischofssitz wählte er zeitweise das gleich weit von Bagdad und Isfahan entfernte Hamadan, um seine geistlichen und politischen Aufgaben besser vereinen zu können.
Da Bagdad von den Türken besetzt war, schlug Pidou dem Papst (über seinen Bruder) vor, den Bischofssitz Bagdad nach Basra zu verlegen, was aber nicht geschah. 1709 erhielt er mit Gatien de Galliczon, Bischof von Agathopolis in partibus infidelium, einen Koadjutor. Nachdem dieser aber 1712 in Isfahan verstorben war, verlegte er seinen Sitz dorthin und bat wegen seines hohen Alters um Entpflichtung vom Amt des französischen Konsuls. Seit 1715 gelähmt, starb er am 20. November 1717 im Kloster der Unbeschuhten Karmeliten in Isfahan.

## Werke
- Version de la liturgie  arménienne, in: Pierre Lebrun (Hg.): Explication Litterale, Historique Et Dogmatique Des Prieres Et Des Ceremonies de La Messe, Band 3, Paris 1726
- Courte relation de l’état des commencements et des progrès de la mission apostolique aux arméniens de Pologne de Valachie et provinces circonvoisines et de l’érection du collège pontifical de Léopol pour la nation arménienne sous la direction des clercs réguliers théatins, April 1669